# Moonta
Moonta är en ort i Australien. Den ligger i kommunen Copper Coast och delstaten South Australia, omkring 130 kilometer nordväst om delstatshuvudstaden Adelaide. Antalet invånare är 336.
Runt Moonta är det mycket glesbefolkat, med 2 invånare per kvadratkilometer.. Närmaste större samhälle är Wallaroo, omkring 15 kilometer norr om Moonta. 
Trakten runt Moonta består till största delen av jordbruksmark. Genomsnittlig årsnederbörd är 502 millimeter. Den regnigaste månaden är juni, med i genomsnitt 90 mm nederbörd, och den torraste är december, med 12 mm nederbörd.